# Du'a Arafah
 (juillet 2025).
Le contenu est difficilement compréhensible vu les erreurs de traduction, qui sont peut-être dues à l'utilisation d'un logiciel de traduction automatique.
Du'a Arafa (persan : دعای عرفه)
Le Messager d’Allah,
a dit : « La meilleure des invocations (Douaâ), c’est l’invocation du jour de Arafat. Et la meilleure des paroles que j’ai prononcée, ainsi que les Prophète s avant moi est :
La Ilaha Illa Allah wahdahou La Charika Lah, Lahou Al Moulkou wa Lahou Al Hamd wa Houwa Ala Koulli Chay’ine Qadir ! »
ce qui signifie :
« Il n’existe pas de divinité autre qu’Allah, à Lui appartient la royauté et à Lui reviennent les louanges. Et c’est Lui qui est capable de tout. ». Hadith  rapporté par l’imam Thirmidi et l’imam Al Bayhaqi et déclaré authentique par Cheikh Al-Albani.

## Authenticité

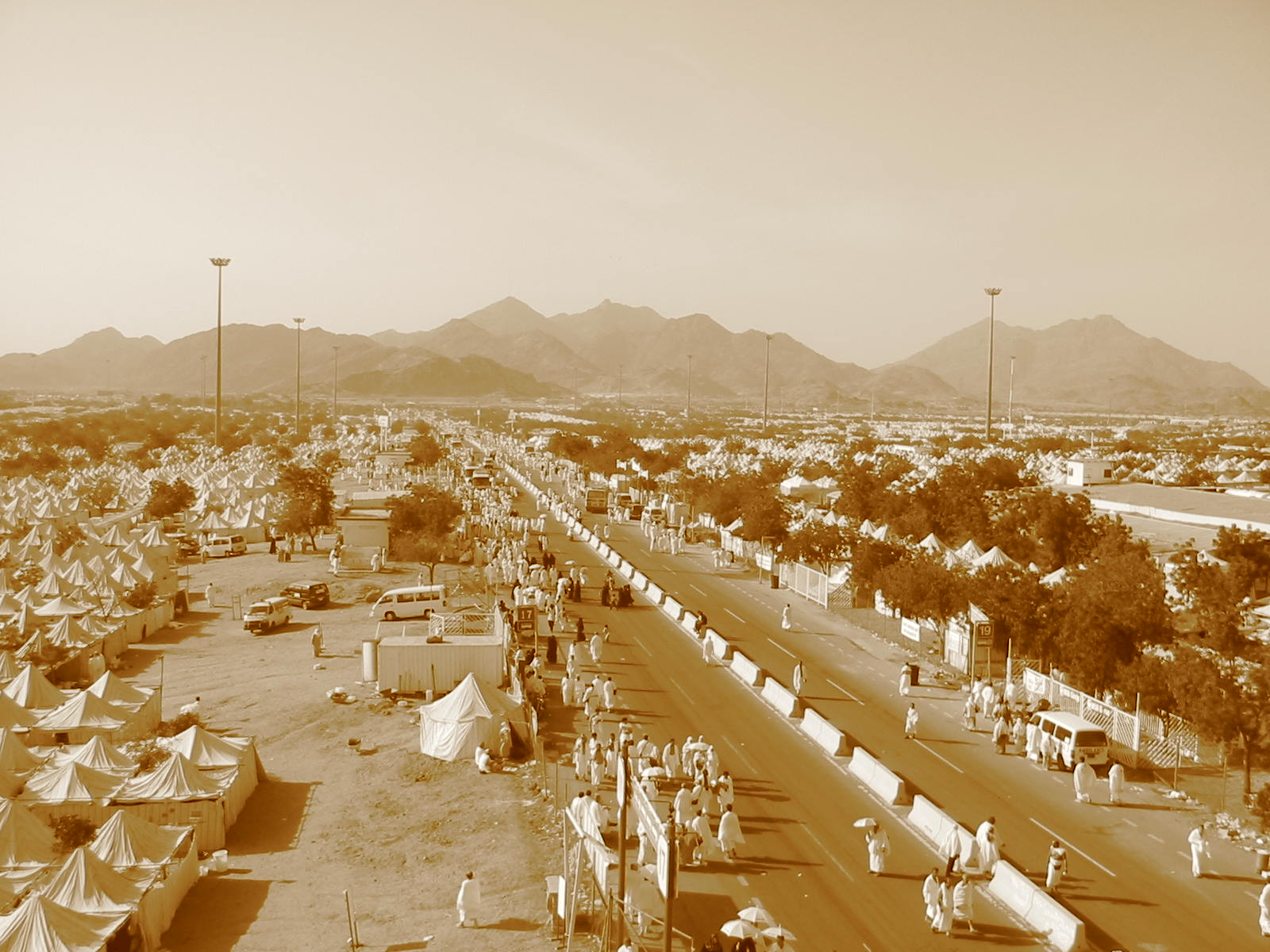
Désert d'Arafat sur le Hajj à la Mecque, Arabie Saoudite

Plusieurs documents confirment la prière. Selon Iqbal al-A'mal, Sayyed Ibn Tawus a raconté la prière d'Arafah de Ja'far al-Sadiq, le sixième imam de Shia, sous l'autorité d'Iyas, fils de Salamah ibn al-Akwa par le biais d'une chaîne de transmission. Abbas Qumi a mentionné la prière dans son livre intitulé Mafatih al-Janan. Kaf'ami a raconté la prière d'Arafah dans son al-Balad al-Amin, mais dans ces œuvres le dernier folio manque. L'authenticité de ce Du'a a été examinée dans des références chiites telles que la Mesbah al-Zayer de Sayyed Ibn Tawus, le Bihar al-Anwar d' Allama Majlisi et le Kitab al-Kafi de Muhammad ibn Ya'qūb al-Kulaynī. Un érudit sunnite, le maître soufi bouddhiste Ibn Ata Allah, a étudié cette prière.

## Contenu
Il y a eu une discussion sur le nombre de personnes qui ont créé cette prière. Le changement soudain de style dans les trois ou quatre dernières pages de la prière est la preuve d'une incohérence. Bien que de nombreux théologiens et philosophes chiites considèrent la deuxième section comme une "partie intégrante" de la prière, Allamah Majlesi, un théologien et jurisprudent de la période safavide, suggère que la deuxième partie aurait pu être ajoutée par l'un des shaykhs soufis sur la base d'être conforme au «goût des soufis». Allamah Majlesi a également fait valoir que la deuxième partie avait plus probablement été ajoutée après la version d'Ibn Tawus. Malgré cette «réserve» de Majlesi, toute la prière est incluse dans les livres de prière standard et est récitée régulièrement à différentes occasions car elle est conforme à la «spiritualité chiite».
Pendant la supplication, l'imam chiite Husayn ibn Ali loue Allah. Il témoigne qu'il n'y a d'autre Dieu qu'Allah et décrit le retour de tous les hommes à Allah après la mort. Les étapes de la création humaine jusqu'à sa mort et les merveilles de la nature sont décrites en expliquant des questions importantes dans diverses branches de la science. Il suggère la faiblesse des êtres humains et la nécessité pour eux de remercier Allah qui n'a pas besoin de leurs remerciements. Certaines parties se terminent par "que la paix soit sur le prophète". Dans une partie de la prière, Husayn ibn Ali demande à Allah de lui montrer comment se rapprocher de lui et d'aider à établir une bonne relation avec Allah. Il décrit son besoin et demande à Allah de l'aider à être patient face à l'adversité dans le monde et l'au-delà. L'imam chiite croit que les bénédictions d'Allah sont infinies.

## Manière de récitation
Les musulmans, en particulier pendant le pèlerinage du Hadj, récitent la prière d'Arafah dans le désert d' Arafat, de la prière de Zuhr au coucher du soleil. L'imam Hussein a récité la prière pendant le Hajj.

## Accueil
La prière d'Arafah joue un rôle important dans les vues chiites . Plusieurs théologiens chiites et érudits des hadiths ont fait référence à cette prière dans leurs travaux, notamment Mulla Sadra, Mohsen Fayz Kashani et Hajj Molla Hadi Sabzavari.
Goodarzi, idéologue et écrivain, a écrit sur la prière dans un livre intitulé "Le bon sermon de l'imam Hussein". Aussi, "La lumière de Nahjul-Balaghe" de Sadeq Dawoodi explique cette prière.

## Voir également
- Allah
- Al-Hussein ibn Ali
- Chiisme
- Arafat
- Mafatih al-Janan
- Jawshan Kabir
- Bihar al-Anwar